# Saydnayafängelset

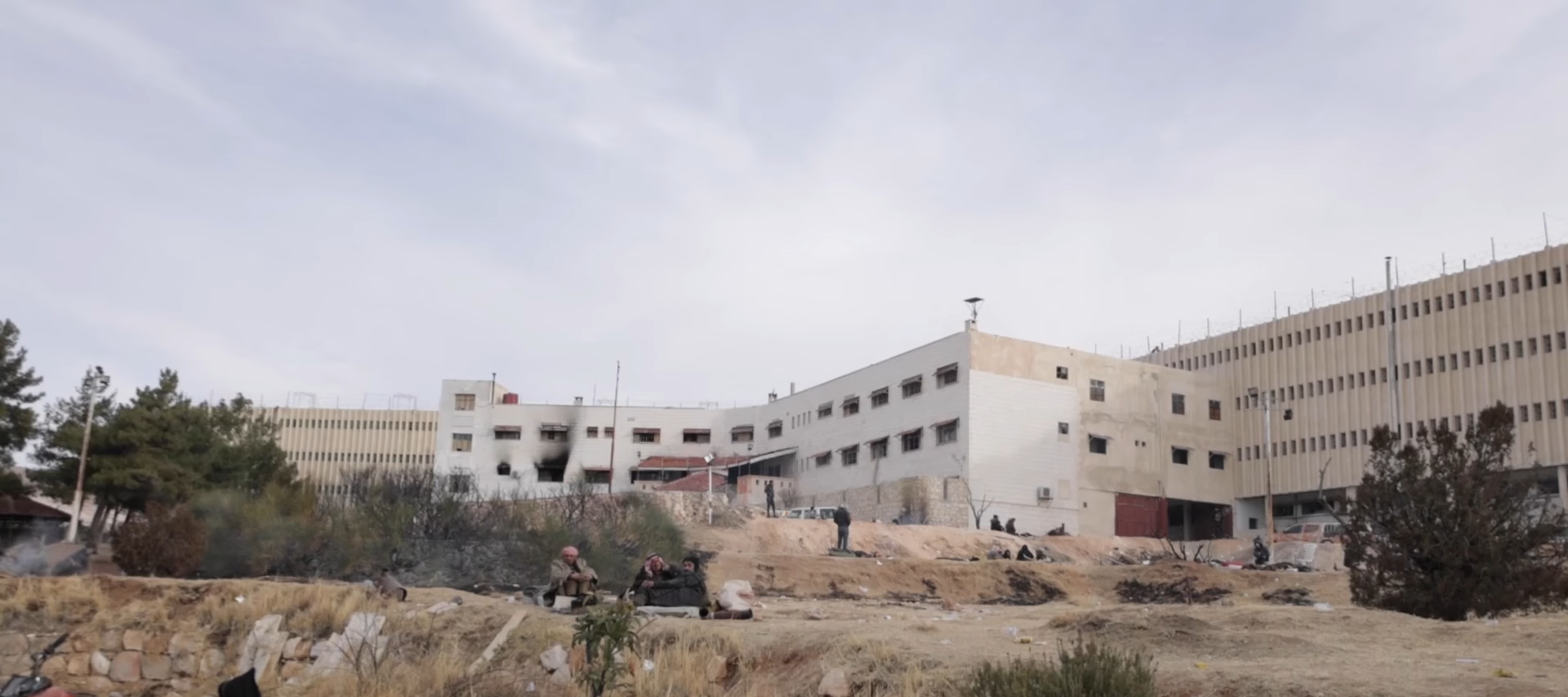
Saydnayafängelset efter Assadregimens fall

Saydnayafängelset är ett fängelse beläget i Saidnaya, 30 kilometer norr om Damaskus i Syrien. Under syriska inbördeskriget har, med president Assads goda minne, omkring 30 000 regimkritiska personer torterats och avrättats i fängelset. Amnesty International kallar detta förfarande för en "utrotningspolitik".